# (401) Ottilia
(401) Ottilia – planetoida z pasa głównego asteroid okrążająca Słońce w ciągu 6 lat i 42 dni w średniej odległości 3,34 j.a. Została odkryta 16 marca 1895 roku w Landessternwarte Heidelberg-Königstuhl w Heidelbergu przez Maxa Wolfa. Nazwa planetoidy pochodzi od Ottilii, postaci z germańskich legend. Przed jej nadaniem planetoida nosiła oznaczenie tymczasowe (401) 1895 BT.